# Newburg (Wisconsin)
Newburg és una població dels Estats Units a l'estat de Wisconsin. Segons el cens del 2000 tenia 1.119 habitants.

## Demografia
Segons el cens del 2000, Newburg tenia 1.119 habitants, 398 habitatges, i 296 famílies. La densitat de població era de 496,6 habitants per km².
Dels 398 habitatges en un 41% hi vivien nens de menys de 18 anys, en un 61,8% hi vivien parelles casades, en un 8,3% dones solteres, i en un 25,4% no eren unitats familiars. En el 18,6% dels habitatges hi vivien persones soles el 6,5% de les quals corresponia a persones de 65 anys o més que vivien soles. El nombre mitjà de persones vivint en cada habitatge era de 2,8 i el nombre mitjà de persones que vivien en cada família era de 3,22.
Per edats la població es repartia de la següent manera: un 30,3% tenia menys de 18 anys, un 6,7% entre 18 i 24, un 37,8% entre 25 i 44, un 17,1% de 45 a 60 i un 8,1% 65 anys o més.
L'edat mediana era de 33 anys. Per cada 100 dones de 18 o més anys hi havia 100,5 homes.
La renda mediana per habitatge era de 56.726 $ i la renda mediana per família de 63.000 $. Els homes tenien una renda mediana de 39.250 $ mentre que les dones 27.222 $. La renda per capita de la població era de 21.886 $. Aproximadament l'1,3% de les famílies i el 2,8% de la població estaven per davall del llindar de pobresa.

## Poblacions més properes
El següent diagrama mostra les poblacions més properes.